# Mitsuru Nagata
Mitsuru Nagata (jap. 永田 充, Nagata Mitsuru; * 6. April 1983 in der Präfektur Shizuoka) ist ein ehemaliger japanischer Fußballspieler.

## Karriere

### Verein
Mitsuru Nagata begann das Fußballspielen im Alter von 4 Jahren.  Er besuchte die Shizuoka-Gakuen-Oberschule, die in seinem ersten Jahr 1999 beim nationalen Oberschulturnier bis ins Viertelfinale kam.
Danach wechselte er im Jahr 2002 zu Kashiwa Reysol. Für Kashiwa Reysol bestritt er sein erstes Spiel in der J-League am 18. September 2002 gegen Urawa Red Diamonds. Das Spiel endete 1:1.
2006 wechselte er dann zu Albirex Niigata. Sein erstes Spiel für Albirex absolvierte Mitsuru am 3. März 2007 beim 1:1 gegen Ōita Trinita.
Nach weiteren Stationen bei Urawa Red Diamonds, Tokyo Verdy und Tokyo United beendete er am 1. Februar 2020 seine Karriere als Fußballspieler.

### Nationalmannschaft
Nagata nahm mit der Japanischen Juniorennationalmannschaft an der FIFA World Youth Championship 2003 in den Vereinigten Arabischen Emiraten teil. Ein Jahr später wurde er zum ersten Mal für die A-Nationalmannschaft nominiert, wurde aber nicht eingesetzt.
Am 7. September 2010 absolvierte er sein erstes Länderspiel für Japan in einem Freundschaftsspiel gegen Guatemala. Er wurde in der 46. Minute für Takashi Inui eingewechselt. Ursprünglich wurde er für den AFC Asian Cup 2011 nicht berücksichtigt. Durch die Verletzung von Tomoaki Makino, kurz vor Beginn des Turniers, wurde er nachnominiert.